# Котово (Рябовское сельское поселение)
Котово — деревня Лухского района Ивановской области, входит в состав Рябовского сельского поселения.

## География
Расположена на берегу реки Печуга в 6 км на запад от центра поселения села Рябово и в 16 км на юго-запад от райцентра посёлка Лух, на противоположном берегу Печуги находится урочище Пельно-Покров (бывшее село). 

## История
В селе Покров-Пельна (Пельно-Покров) близ деревни имелось 2 храма, оба каменные, с колокольнями: холодный двухэтажный, построенный в 1816 году на средства прихожан, и теплый, построенный в 1868 году также на средства прихожан. В 0,5 км от церкви на кладбище имелся деревянный храм, с колокольней, однопрестольный — в честь Всех Святых, построенный в 1905 году на средства бывшего церковного старосты Семена Игнатьевича Макаровского. В холодном Покровском храме было 2 престола: вверху - в честь Покрова Пресвятой Богородицы и внизу - святит. Николая Чудотворца. В теплом храме — 3 престола: Киево-Печерской иконы Божией Матери, прп. Феодора Начертанного и прп. Тихона Лухского чудотворца.
В XIX — первой четверти XX века деревня Котово являлась центром Покровской волости Юрьевецкого уезда Костромской губернии, с 1918 года — Иваново-Вознесенской губернии.
С 1935 года деревня входила в состав Покровского сельсовета Лухского района Ивановской области, с 1954 года — в составе Рябовского сельсовета, с 2005 года — в составе Рябовского сельского поселения. 

## Население
| 1872 | 1907 | 2002 | 2010 |
| ---- | ---- | ---- | ---- |
| 237  | ↗239 | ↘197 | ↗219 |